# Джон Вінсент Атанасов
Джон Вінсент Атанасов (англ. John Vincent Atanasoff, болг. Джон Винсент Атанасов; 4 жовтня 1903, Гамільтон, штат Нью-Йорк США — 15 червня 1995, Фредерік, штат Меріленд, США) — американський фізик, математик та інженер-електрик болгарського походження, творець першого у світі електронного цифрового комп'ютера.

## Біографія
Джон Атанасов народився в Гамільтоні, штат Нью-Йорк, 4 жовтня 1903 року. Його батько Іван Атанасов, болгарський емігрант, працював інженером на електростанції в Нью-Джерсі, якою керував Томас Едісон. Мати, американка Айва Луцена Парді, була вчителем алгебри. Атанасов закінчив гімназію в Малборі, штат Флорида, з відзнакою в галузі математики.
Поступив у 1921 році до університету в Гейнсвілі, що у Флориді, де отримав диплом інженера-електрика в 1925 році. У вересні цього ж року Атанасов став викладати математику в коледжі штату Айова. У травні 1930 року захистив докторську дисертацію в університеті штату Вісконсин. Працював асистентом-професором математики і фізики в Державному коледжі штату Айова. Там він створював перший у світі електронний цифровий комп'ютер для того, щоб прискорити та полегшити розв'язання математичних рівнянь за допомогою методів, які обґрунтував та розвивав Михайло Кравчук.
Однією з інновацій в його комп'ютері було використання регенеративної пам'яті на конденсаторах, які обертаючись всередині барабану проходять повз щітки які оновлюють їх заряд.

## Кравчук і Атанасов
Джон Вінсент Атанасов не запатентував електронний цифровий комп'ютер, винайдений і сконструйований ним в кінці 1930-х — на початку 1940-х років. Також він мовчав про свій комп'ютер з середини 1940-х років до середини 1960-х. Після того, як адвокати однієї з американських компаній дізналися про його винахід, він, після одного з найбільших судових процесів в історії США, був визнаний творцем першого у світі електронного комп'ютера.
Обставини цього тривалий час залишалися нез'ясованими. У наукових працях і популярних публікаціях замовчування винаходу пояснювалося скромністю американського вченого-винахідника та його переходом на військову роботу в 1942 році. Проте, Джон Атанасов отримав багато патентів за інші винаходи, а також значні нагороди і відзнаки за свою роботу. Окрім того, він до середини 1940-х та після середини 1960-х років сприяв поширенню інформації про свій комп'ютер.
Аналіз матеріалів з архівів США та України, зокрема, архіву Національного музею американської історії, архіву Університету штату Айова, архіву Служби безпеки України та Центрального державного архіву громадських об'єднань України, проведений доктором філософії українського походження з Торонто (Канада) Іваном Качановським на початку 2000-х років засвідчив, що американський винахідник електронного комп'ютера мовчав і не запатентував його тому, що у своєму винаході використовував ідеї Михайла Кравчука, а згодом дізнався, що його листи до академіка Всеукраїнської академії наук в 1937 році могли призвести до арешту видатного українського математика в період розпалу масового терору в Радянському Союзі, коли мільйони людей і, зокрема, тисячі вчених, були звинувачені в політичних злочинах та шпигунстві.
Як твердить Іван Качановський:
| Джон Атанасов відправив першого листа до Кравчука у вересні 1937 року з проханням надіслати йому будь-які опубліковані та майбутні наукові роботи українського математика. Не отримавши відповіді, американський вчений надіслав наступного листа до Всеукраїнської асоціації з культурних зв'язків із закордоном з таким самим проханням. Як свідчать матеріали численних слідчих справ, для НКВС подібні листи та контакти з іноземцями були достатнім доказом шпигунства. Для звинувачення самого Кравчука у шпигунстві слідчим НКВС та спеціальній комісії Академії наук було достатньо його листування з Володимиром Левицьким, головою математико-фізичної секції Наукового товариства імені Шевченка у Львові, та інших зв'язків такого роду, а для звинувачення в українському націоналізмі слугували математичні праці, які Михайло Кравчук друкував переважно українською мовою, хоча багато з них також вийшли французькою, німецькою та декількома іншими мовами, якими він добре володів. НКВС звинувачувало Кравчука, Птуху, Грушевську та багатьох інших провідних вчених у приналежності до підпільної української націоналістичної організації, яка мала зв'язок з іншими організаціями та емігрантськими колами. Атанасов дізнався про ймовірні наслідки своїх листів лише після середини 1940-х років, коли з початком холодної війни інформація про сталінський террор поширилася в США і він познайомився з Георгієм Гамовим, українським фізиком, котрий втік до США на початку 30-х років. Тож стає зрозуміло, чому Атанасов, який до середини 1940-х років намагався запатентувати свій комп'ютер і детально розповідав про нього іншим вченим та журналістам, облишив патентування, не відповідав на запити колег, нічого не публікував про свій винахід, фактично дозволив розібрати свого комп'ютера і назавжди полишив комп'ютерну галузь, відмовившись від величезних грошей та слави, аж поки в середині 1960-х років про його винахід випадково дізнались адвокати великої американської компанії. Також стає зрозуміло, чому Атанасов, котрий раніше визнав велику користь праць українського математика для свого винаходу, переклав і цитував ці праці та сам назвав його ідеї методом Кравчука, перестав, на відміну від імен інших математиків, взагалі згадувати ім'я Кравчука у своїх спогадах, інтерв'ю, публікаціях та дев'ятиденних свідченнях на суді, а також відмовився від пропозиції опублікувати переклад монографії Кравчука у видавництві Принстонського університету. Американський вчений так само у 1976 році оминув мовчанкою Михайла Кравчука у листі до одного математика з України, котрому, на його прохання, Атанасов надіслав матеріали про історію свого комп'ютера, хоча винахідник знайшов місце згадати у своєму листі російського солдата, котрий врятував його батька під час антитурецького повстання в Болгарії. Михайло Кравчук за свою роль у винаході комп'ютера отримав не гроші і славу, а 20 років ув'язнення. І, не витримавши каторжних робіт в золотокопальнях Колими, там і помер 1942 року.[8] |
Проте, висновки канадського дослідника про контакти Джона Атанасова з Михайлом Кравчуком, винахід електронного цифрового комп'ютера та фатальні наслідки цього співробітництва для українського науковця потребують подальших досліджень.

## Увічнення пам'яті

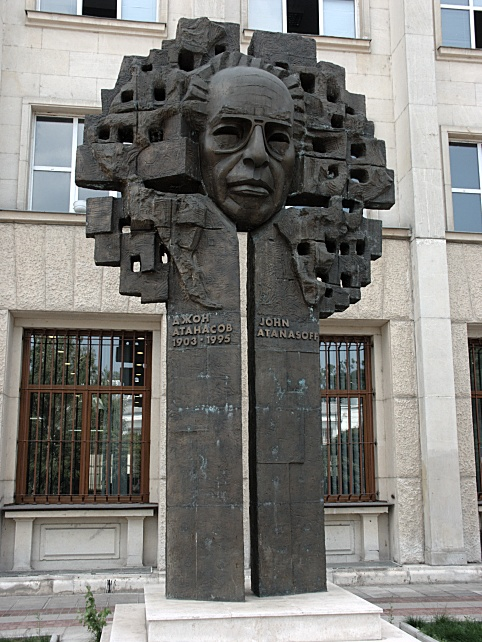
Пам'ятник Джону Атанасову в Софії (Болгарія)

У Болгарії щорічно з 2002 року вручається державна нагорода імені Джона Атанасова.
На честь математика названо астероїд 3546 Атанасов.